# Campeonato Europeo de Tiro con Arco en Sala de 2010
El XII Campeonato Europeo de Tiro con Arco en Sala se celebró en Poreč (Croacia) entre el 16 y el 20 de marzo de 2010 bajo la organización de la Unión Europea y Mediterránea de Tiro con Arco (EMAU) y la Federación Croata de Tiro con Arco.

## Resultados

### Masculino
| Evento                            | Oro                                                               | Plata                                                        | Bronce                                                          |
| --------------------------------- | ----------------------------------------------------------------- | ------------------------------------------------------------ | --------------------------------------------------------------- |
| Arco recurvo (20.03)              | Sebastian Rohrberg · Alemania                                     | Michele Frangilli · Italia                                   | Markiyan Ivashko · Ucrania                                      |
| Arco recurvo por equipo (19.03)   | Michele Frangilli · Massimiliano Mandia · Marco Galiazzo · Italia | Markiyan Ivashko · Viktor Ruban · Valentyn Javtura · Ucrania | Jean-Charles Valladont Olivier Tavernier Damien Pigeaud Francia |
| Arco compuesto (20.03)            | Sergio Pagni · Italia                                             | Morten Bøe · Noruega                                         | Peter Elzinga · Países Bajos                                    |
| Arco compuesto por equipo (19.03) | Pierre-Julien Deloche Dominique Genet Christophe Doussot Francia  | Sergio Pagni · Herian Boccali · Antonio Carminio · Italia    | Patrick Laursen Martin Damsbo Nicklas Friese Dinamarca          |

### Femenino
| Evento                            | Oro                                                           | Plata                                                   | Bronce                                                             |
| --------------------------------- | ------------------------------------------------------------- | ------------------------------------------------------- | ------------------------------------------------------------------ |
| Arco recurvo (20.03)              | Natalia Valeeva · Italia                                      | Coby Hurkmans · Países Bajos                            | Natalia Erdyniyeva · Rusia                                         |
| Arco recurvo por equipo (19.03)   | Nina Mylchenko · Viktoriya Koval · Tetiana Dorojova · Ucrania | Natalia Valeeva · Pia Lionetti · Elena Tonetta · Italia | Kristine Esebua Jatuna Narimanidze Asmat Diasamidze Georgia        |
| Arco compuesto (20.03)            | Anna Stanieczek · Polonia                                     | Ivana Buden · Croacia                                   | Viktoriya Balzhanova · Rusia                                       |
| Arco compuesto por equipo (19.03) | Ivana Buden · Tanja Zorman · Lana Koller Fundelić · Croacia   | Amalia Stucchi · Laura Longo · Eugenia Salvi · Italia   | Viktoriya Balzhanova · Albina Loguinova · Natalia Avdeyeva · Rusia |

## Medallero
| Núm. | País         | Oro | Plata | Bronce | Total |
| ---- | ------------ | --- | ----- | ------ | ----- |
| 1    | Italia       | 3   | 4     | 0      | 7     |
| 2    | Ucrania      | 1   | 1     | 1      | 3     |
| 3    | Croacia      | 1   | 1     | 0      | 2     |
| 4    | Francia      | 1   | 0     | 1      | 2     |
| 5    | Alemania     | 1   | 0     | 0      | 1     |
| 5    | Polonia      | 1   | 0     | 0      | 1     |
| 7    | Países Bajos | 0   | 1     | 1      | 2     |
| 8    | Noruega      | 0   | 1     | 0      | 1     |
| 9    | Rusia        | 0   | 0     | 3      | 3     |
| 10   | Dinamarca    | 0   | 0     | 1      | 1     |
| 10   | Georgia      | 0   | 0     | 1      | 1     |
|      | TOTAL        | 8   | 8     | 8      | 24    |